# Pamela Fryman
Pamela Fryman (Filadelfia, 19 agosto 1959) è una regista e produttrice televisiva statunitense.

## Carriera
Fryman ottiene il suo primo lavoro come assistente al The John Davidson Show, diventando poi assistente di cabina e segretaria per la soap Santa Barbara. Ha diretto numerose serie come How I Met Your Mother (di cui è stata regista in quasi tutti gli episodi), Due uomini e mezzo, Friends, Frasier, Incinta per caso, Just Shoot Me e un'ampia gamma di altre serie televisive. Ha anche lavorato come produttore per Just Shoot Me, oltre che per How I Met Your Mother.

## Vita privata
Fryman ha due figlie gemelle.

## Riconoscimenti
- 1990 – Daytime Emmy Award
  - Vinto – Outstanding Drama Series Directing Team per Santa Barbara
- 1991 – Daytime Emmy Award
  - Vinto – Outstanding Drama Series Directing Team per Santa Barbara
- 1998 – Directors Guild of America
  - Nomination – Outstanding Directorial Achievement in Comedy Series per Frasier
- 1999 – Directors Guild of America
  - Nomination – Outstanding Directorial Achievement in Comedy Series per Just Shoot Me!
- 2000 – Directors Guild of America
  - Nomination – Outstanding Directorial Achievement in Comedy Series per Frasier
- 2001 – Directors Guild of America
  - Nomination – Outstanding Directorial Achievement in Comedy Series per Frasier
- 2009 – Premio Emmy
  - Nomination – Outstanding Comedy Series per How I Met Your Mother
- 2011 – Premio Emmy
  - Nomination – Outstanding Directing for a Comedy Series per How I Met Your Mother
- 2011 – Women in Film Crystal Awards
  - Vinto – Dorothy Arzner Directors Award